# Syedra Ancient City 2023
La Syedra Ancient City 2023, prima edizione della corsa, valida come evento dell'UCI Europe Tour 2023 categoria 1.2, si svolse il 26 marzo 2023 su un percorso di 149 km, con partenza da Alanya e arrivo a Syedra, in Turchia. La vittoria fu appannaggio del greco Polychronis Tzortzakis, il quale completò il percorso in 3h42'11", alla media di 40,237 km/h, davanti al canadese James Piccoli e al connazionale Periklīs Ilias.
Sul traguardo di Syedra 46 ciclisti, su 72 partiti da Alanya, portarono a termine la competizione.

## Squadre partecipanti
| N.    | Cod. | Squadra                       |
| ----- | ---- | ----------------------------- |
| 1-7   | KBB  | Konya Büyükşehir Belediye Sp. |
| 11-15 | SBB  | Sakarya BB Pro Team           |
| 21-25 | CGC  | China Glory Continental CT    |
| 31-34 | GRC  | Grecia                        |
| 41-47 | STC  | Spor Toto Cycling Team        |
| 51-57 | BGS  | Beykoz Belediyesi Spor Kulübü |
| 61-66 |      | Şanlıurfa Gençlik Spor        |

| N.      | Cod. | Squadra                     |
| ------- | ---- | --------------------------- |
| 71-77   |      | Karya Cycling Team          |
| 81-84   |      | Çatalhuyuk Cumra BSKD       |
| 91-96   |      | Velo Bursa Bisiklet Takimi  |
| 121-126 |      | Cycling Sport Club Olymp    |
| 131-136 |      | Bisvo Enda Tour Regional CT |
| 193-196 |      | Ankuva Cycling Team         |

## Ordine d'arrivo (Top 10)
| Pos. | Corridore              | Squadra     | Tempo    |
| ---- | ---------------------- | ----------- | -------- |
| 1    | Polychronis Tzortzakis | Grecia      | 3h42'11" |
| 2    | James Piccoli          | China Glory | a 49"    |
| 3    | Periklīs Ilias         | Grecia      | a 2'09"  |
| 4    | Georgios Bouglas       | Grecia      | a 2'21"  |
| 5    | Samet Bulut            | Konya       | a 2'39"  |
| 6    | Savva Novikov          |             | a 2'43"  |
| 7    | Halil İbrahim Doğan    | Beykoz      | a 2'55"  |
| 8    | Ahmet Örken            | Spor Toto   | a 3'22"  |
| 9    | Elçin Əsədov           | Sakarya     | a 4'04"  |
| 10   | Sergej Rostovcev       | Beykoz      | a 5'46"  |